# Garde (régime de Vichy)
Pour les articles homonymes, voir Garde.
La Garde est une force militaire sous le régime de Vichy, créée à partir de la garde républicaine mobile (aujourd'hui Gendarmerie mobile).
La Garde ne doit être confondue avec les nouvelles structures mises en place par le régime de Vichy et notamment les groupes mobiles de réserve ou GMR dépendant de la Police nationale (qui donneront naissance aux CRS à la fin de la guerre) ou avec la garde personnelle du chef de l'État aussi appelée Garde du Maréchal (qui dépend de la gendarmerie). 

## Historique

### Création et organisation
Les conditions de l'armistice du 22 juin 1940 limitent à 100 000 hommes l'armée que la France peut conserver sur son territoire. La garde républicaine mobile, qui atteignait un effectif de 21 000 hommes en 1940, est dissoute par décret du 17 novembre 1940, une partie de ses effectifs étant transférée à la gendarmerie départementale et une autre partie - 6000 hommes - constituant une nouvelle organisation en zone libre : la Garde[réf. incomplète], qui comprend d'abord 3 légions. Dédoublées en 6 légions en novembre 1940, elles deviendront 6 régiments le 12 septembre 1942. En Afrique du Nord, où existait déjà une légion de GRM, trois légions - puis régiments - de la Garde sont créés. Détachée de la gendarmerie, elle passe sous la Direction de la Cavalerie, du Train et de la Garde dans l'armée d'armistice et ses compagnies deviennent des escadrons. Un régiment, commandé par un colonel, compte 2 groupes de 4 escadrons, chaque groupe est constitué d'un escadron monté, un escadron motocycliste et deux escadrons portés. Les six régiments forment deux brigades.
Après l'invasion de la zone libre le 11 novembre 1942, l'armée d'armistice est dissoute et la Garde est rattachée au ministère de l'intérieur. Le 7 avril 1944, le général Perré en est nommé directeur général par décret n° 1033. Il sera condamné par la cour de Justice de Poitiers en 1946.
Dès 1943, le lieutenant-colonel Robelin, sous-directeur technique de la Garde, prépare son ralliement à la Résistance[réf. incomplète]. Il est en contact avec Paul Paillole et le BCRA. Arrêté en juillet 1944 par la Gestapo, il sera torturé puis assassiné, on ne retrouvera jamais son corps.
Par décret du 23 août 1944, la Garde prend l'appellation de garde républicaine. Elle est rattachée à la gendarmerie à compter du 10 septembre, la fusion des personnels étant parachevée par un décret du 14 janvier 1945.